# Bitwa pod Pogorzelicami
Bitwa pod Pogorzelicami – stoczona 9 marca 1945 r. niedaleko miejscowości Pogorzelice na Pojezierzu Pomorskim pomiędzy wojskami III Rzeszy a  Armią Czerwoną.
W marcu 1945 r. w okolicach miejscowości Pogorzelice, w godzinach popołudniowych doszło do starcia części sił głównych II Frontu Białoruskiego z oddziałami hitlerowskimi. Oddziały niemieckie wyposażone między innymi w działa Flak 88 wspierane były przez 7 Batalion Szkolny SS ze Starego Bornego. Strona radziecka w postaci  2 Korpusu Pancernego Gwardii  wspieranego przez 18 Gwardyjską Brygadę Pancerną oraz 2 Gwardyjską Brygadę Zmotoryzowaną miała na wyposażeniu czołgi T34/85.  Po kilkugodzinnym starciu wojska niemieckie wycofały się z okolic Lęborka. Potyczka była efektem przeprowadzanej przez Armię Czerwoną operacji pomorskiej.  Walki pomiędzy wojskami niemieckimi a Armią Czerwoną w okolicach Lęborka były zacięte. O ich skali może świadczyć fakt, iż na terenie obecnego budynku Zespołu Szkół Ogólnokształcących nr 1 w Lęborku urządzono prowizoryczny szpital wojenny, który obsługiwał również rejony Redy i Trójmiasta.